# James Forbes
James Forbes (mayo 1773 - 6 de julio de 1861) fue un botánico, jardinero, y escritor inglés, de Woburn Abbey, Bedfordshire. Entre agosto y octubre de 1835 visitó jardines y colecciones botánicos en Alemania, Bélgica, Francia; esponsoreado por el Duque de Bedford

## Algunas publicaciones
- Salictum Woburnense 1829.

- Journal of Horticultural Tour through Germany, Belgium and Part of France in... 1835 1837.

### Libros
- 1839. Pinetum woburnense; or, A catalogue of coniferous plants, in the collection of the duke of Bedford, at Woburn abbey: systematically arranged. 226 pp. Reeditó en 2009 General Books, 112 p. ISBN 1150037784

- Hortus Woburnensis 440 p. 1833.

## Honores

### Epónimos
Entre las varias especies nombradas en su honor:
- (Celastraceae) Euonymus forbesianus Loes.[2]
- (Fabaceae) Guillandinodes forbesianum Kuntze[3]
- (Poaceae) Panicum forbesianum Nees ex Steud.[4]

- La abreviatura «J.Forbes» se emplea para indicar a James Forbes como autoridad en la descripción y clasificación científica de los vegetales.[5]